# Regierung Fälldin I

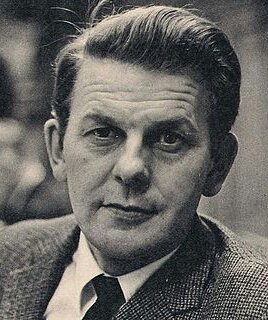
Thorbjörn Fälldin war zwischen 1976 und 1978 sowie von 1979 bis 1982 Ministerpräsident Schwedens.

Die Regierung Fälldin I war die schwedische Regierung von 1976 bis 1978.
Die Ergebnisse der Wahl zum Schwedischen Reichstag am 19. September 1976 drückten die Unzufriedenheit der Bevölkerung mit der Wirtschafts- und Sozialpolitik der Regierung Palme I von der Sozialdemokratischen Arbeiterpartei SAP (Sveriges socialdemokratiska arbetareparti) aus. Bei der Wahl stellte die SAP unter Ministerpräsident Olof Palme mit 152 der 349 (42,7 Prozent) erneut die meisten Abgeordneten im Reichstag (Sveriges riksdag). Zweitstärkste Kraft wurde die Zentrumspartei C (Centerpartiet) unter Thorbjörn Fälldin mit 86 Sitzen (24,1 Prozent), gefolgt von der Moderaten Sammlungspartei M (Moderata samlingspartiet) von Gösta Bohman mit 55 Mandaten (15,6 Prozent), Volkspartei FP (Folkpartiet) unter Per Ahlmark mit 39 Sitzen (11,1 Prozent) und der Kommunistischen Linkspartei VPK (Vänsterpartiet kommunisterna) unter Lars Werner, die 17 Abgeordnete (4,8 Prozent) stellte. Zum ersten Mal nach 44 Jahren Regierungszeit der SAP gelang einer bürgerlichen Koalition, nicht zuletzt wegen des positiven Echos ihrer gegen die Kernkraftwerkspolitik gerichteten Kampagne im Wahlkampf im Wahlkampf, die Regierung zu stellen. Neuer Ministerpräsident wurde daraufhin Thorbjörn Fälldin, der am 8. Oktober 1976 eine Regierung aus Zentrumspartei, Moderater Sammlungspartei und Volkspartei bildete.
Am 29. August 1977 schied Schweden aus dem Europäischen Wechselkursverbund (EWKV) aus und wertete die Schwedische Krone um weitere zehn Prozent ab – zuerst im April um sechs Prozent –, wachs ein starkes Exportwachstum der schwedischen Wirtschaft zur Folge hat. Am 20. April 1978 wurde durch Gesetz die Möglichkeit der weiblichen Thronfolge eingeführt. Am 5. Oktober 1978 trat Ministerpräsident Fälldin wegen Auseinandersetzungen um die Kernkraftswerkspolitik zurück, woraufhin am 18. Oktober 1978 Ola Ullsten von der Folkpartiet Ministerpräsident einer liberalen Minderheitsregierung wurde und die Regierung Ullsten bildete.

## Minister
Dem Kabinett gehörten folgende Minister an:
| Amt                                           | Name                     | Partei      | Beginn der Amtszeit          | Ende der Amtszeit             |
| --------------------------------------------- | ------------------------ | ----------- | ---------------------------- | ----------------------------- |
| Ministerpräsident                             | Thorbjörn Fälldin        | C           | 8. Oktober 1976              | 18. Oktober 1978              |
| Außenministerin                               | Karin Söder              | C           | 8. Oktober 1976              | 18. Oktober 1978              |
| Justizminister                                | Sven Romanus             | Parteiloser | 8. Oktober 1976              | 18. Oktober 1978              |
| Verteidigungsminister                         | Eric Krönmark            | M           | 8. Oktober 1976              | 18. Oktober 1978              |
| Sozialminister                                | Rune Gustavsson          | C           | 8. Oktober 1976              | 18. Oktober 1978              |
| Kommunikationsminister                        | Bo Turesson              | M           | 8. Oktober 1976              | 18. Oktober 1978              |
| Wirtschaftsminister                           | Gösta Bohman             | M           | 8. Oktober 1976              | 18. Oktober 1978              |
| Haushaltsminister                             | Ingemar Mundebo          | FP          | 8. Oktober 1976              | 18. Oktober 1978              |
| Bildungsminister                              | Jan-Erik Wikström        | FP          | 8. Oktober 1976              | 18. Oktober 1978              |
| Landwirtschaftsminister                       | Anders Dahlgren          | C           | 8. Oktober 1976              | 18. Oktober 1978              |
| Handelsminister                               | Staffan Burenstam Linder | M           | 8. Oktober 1976              | 18. Oktober 1978              |
| Minister für den Arbeitsmarkt                 | Per Ahlmark Rolf Wirtén  | FP          | 8. Oktober 1976 7. März 1978 | 7. März 1978 18. Oktober 1978 |
| Minister für Wohnungswesen                    | Elvy Olsson              | C           | 8. Oktober 1976              | 18. Oktober 1978              |
| Industrieminister                             | Nils Åsling              | C           | 8. Oktober 1976              | 18. Oktober 1978              |
| Minister für Kommunen                         | Johannes Antonsson       | C           | 8. Oktober 1976              | 18. Oktober 1978              |
| Minister für Entwicklungshilfe                | Ola Ullsten              | FP          | 8. Oktober 1976              | 18. Oktober 1978              |
| Energieminister                               | Olof Johansson           | C           | 8. Oktober 1976              | 18. Oktober 1978              |
| Stellvertretende Sozialministerin             | Ingegerd Troedsson       | M           | 8. Oktober 1976              | 18. Oktober 1978              |
| Stellvertretende Bildungsministerin           | Britt Mogård             | M           | 8. Oktober 1976              | 18. Oktober 1978              |
| Stellvertretende Ministerin für Wohnungswesen | Birgit Friggebo          | FP          | 8. Oktober 1976              | 18. Oktober 1978              |

## Hintergrundliteratur
- Das 20. Jahrhundert. Ein illustrierter Rückblick auf 100 Jahre Weltgeschehen. H+L Verlagsgesellschaft, Köln 1999
- Der Große Ploetz. Die Enzyklopädie der Weltgeschichte. Verlag Vandenhoeck & Ruprecht, 35. Auflage, Göttingen, 2008, ISBN 978-3-525-32008-2